# Exetastes bimaculatus
Exetastes bimaculatus là một loài tò vò trong họ Ichneumonidae.